# ユーロコプター エキュレイユ
ユーロコプター エキュレイユ
オーストラリア海軍のAS350
- 用途：一般航空, 警察, 消防・防災, 連絡, 練習
- 分類：軽多目的ヘリコプター
- 設計者：アエロスパシアル
- 製造者：アエロスパシアル→ユーロコプター（現エアバス・ヘリコプターズ）, ヘリブラス
- 運用者：#運用を参照
- 初飛行：1974年6月26日
- ユニットコスト：200万ドル（AS350 B2）
230万ドル（AS350 B3）

AS350とAS355は、アエロスパシアルが原型機を開発・生産した軽量ヘリコプターである。愛称は、AS350が「エキュレイユ」（Écureuil、フランス語でリスの意）とAS355が「エキュレイユ2」。

## 設計と開発
開発は、1970年代初頭にSE.3130 アルエットIIの代替を目的として始められ、1974年6月27日に初飛行した。双発版のAS355 エキュレイユ 2は、1979年10月3日に飛行した。
エキュレイユ 2は、ツイン・エキュレイユ（Twin Écureuil）とも呼ばれる。アメリカ合衆国市場では、エキュレイユが、エイスター（AStar）、エキュレイユ 2がツインスター（TwinStar）として知られる。イギリス国防省では、リスの英称であるスクイレル（Squirrel）と呼称している。ユーロコプター社でEC 130が生産されているにもかかわらず、AS350とAS355、そして、軍用型のAS550とAS555との販売は依然堅調である（双発版は2016年に生産終了）。また、単発・双発版ともにブラジルのヘリブラス社でライセンス生産されている。
ユーロコプターの社名変更に伴い、現在はH125と改称されている。
中国ではAS350がリバースエンジニアリングによりZ-11（直昇11）として生産されている。

## 運用
2005年5月14日、ユーロコプター社のテストパイロットである"Didier Delsalle"が操縦する標準仕様のAS350 B3で標高8,848m（29,029フィート）のエベレスト山の山頂に着陸し、世界初のエベレスト山頂に着陸したヘリコプターとなり、この記録は国際航空連盟によって認定された。

## 派生型

### 単発

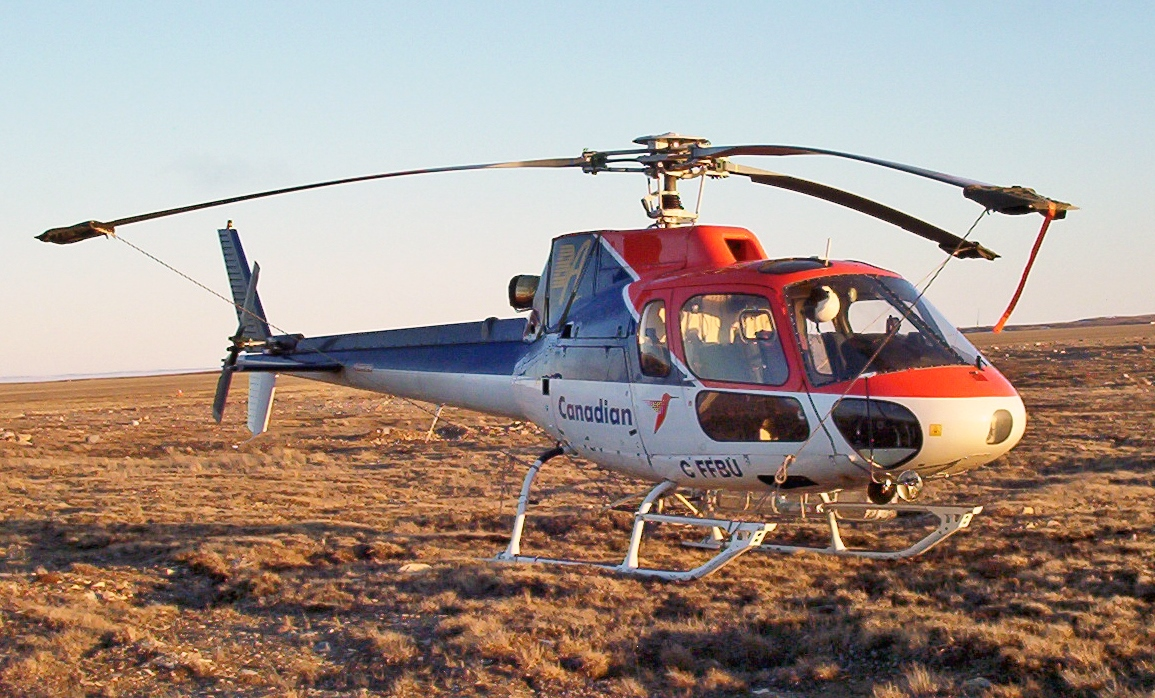
カナダのAS350 BA AStar

AS350
試作機。
AS350 消防
消防仕様。
AS350B
エンジンをチュルボメカ アリエル1Bに換装。
AS350 B1
エンジンをアリエル1Dに換装。AS355タイプの改良型メインローターブレード及びテールローターブレード、テールローターサーボを装備。
AS350 B2
エンジンをアリエル1D1に換装。最大離陸重量2,250kg
AS350 B3
エンジンをアリエル2Bに換装、デジタルエンジンコンピューターDECUを採用、マニュアルバックアップを装備。このヘリコプターは世界初のエベレスト着陸を達成した。AS350 B3/2B1は、デュアルチャネルFADECと2重の油圧系統を備え、最大離陸重量は2,370kg（5,225lb）。
AS350 B3e (H125)
エンジンをアリエル2Dに換装。デュアルチャンネルFADEC及び自動バックアップシステムEBCAUを装備する。

AS350 BA
動力はチュルボメカ アリエル1B エンジンで、幅広の回転翼を備える。
AS350 BB
AS350 B2型は回転翼練習機として1996年、イギリス国防省に選ばれた。動力はチュルボメカ アリエル1D1 エンジンで、ヘリコプターのライフサイクルが改善された。

### 双発
AS355
双発型の試作機。
AS355 E
初期生産型。単独の油圧システムとアリソン 250 ターボシャフトエンジンを2基搭載。アメリカ合衆国、カナダではツインスターと呼ばれる。
AS355 F
改良型。2重の油圧システムを持ち、改良されたローターブレードとローターシステムを装着している。
AS355 F1
アリソン 250C20Fを2基搭載。最大離陸重量2,400kg（5,291lb）。
AS355 F2
アリソン 250C20Fを2基搭載。最大離陸重量を拡大するためにギアボックスの性能を向上させた。最大離陸重量2,540kg（5,600lb）。テールローターをうまくコントロールするためにアキュムレータを向上させた。
AS355 M
AS355 F1の初期軍用型。
AS355 M2
AS355 F2の軍用型。すぐにAS555 フェネックに代替された。
AS355 N エキュレイユ2
チュルボメカ アリウス1Aを2基搭載。最大離陸重量の拡大と単発エンジン搭載型よりも性能の向上のために、FADECシステム搭載。最大離陸重量（2,600kg or 5,732lb）。アメリカ合衆国では、ツインスターと呼ばれる。
AS355 NP エキュレイユ2
Introduced in 2007年に導入が始まった最新型。チュルボメカ アリウス1A1を2基搭載。AS350 B3と同メインギアボックスを搭載。最大離陸重量は2,800kg（6,173lb）に向上。

## 運用国

### 軍用
アルバニア
 アルジェリア
 アルゼンチン
 オーストラリア
オーストラリア陸軍
オーストラリア空軍
オーストラリア海軍 - 艦隊航空隊 第723飛行隊
 ベナン
 ボツワナ
 ブラジル
 ブルキナファソ
 ブルンジ
 カンボジア
 カナダ
 中央アフリカ
 チリ
チリ陸軍 AS350&HB355
 中国
 コモロ
 デンマーク
 ジブチ
ジブチ空軍 - 2024年時点で、2機のAS355Fを保有。
 エクアドル
エクアドル陸軍 - 2024年時点で、2機のAS350B2、2機のAS350B3を保有。
 フランス
 ガボン
 ギニア
 ジャマイカ
 マラウイ
マラウイ空軍 - 2024年時点で、1機のAS350Lを保有。
 マレーシア
 マリ
 モーリシャス
 メキシコ
 モロッコ
 ネパール
ネパール軍航空隊 - 2023年時点で、2機のAS350B2を保有。
 パラグアイ
パラグアイ空軍 - 2024年時点で、3機のAS350（HB350）を保有。
 ペルー
 カタール
カタール空軍 - 2023年時点で、1機のH125を練習機として保有。
 ロシア
ロシア航空宇宙軍 - 2006年から5機運用。
 ルワンダ
 シンガポール
 トリニダード・トバゴ
 チュニジア
 アラブ首長国連邦
 イギリス
AS350 BB 38機はイギリス国防省の国防ヘリコプター飛行学校（DHFC）で全軍のヘリコプターパイロットの養成に運用される。
 ウルグアイ
 ウズベキスタン
ウズベキスタン空軍および防空軍 - 2023年時点で、8機のAS350を保有。
 ベネズエラ

### 法執行機関

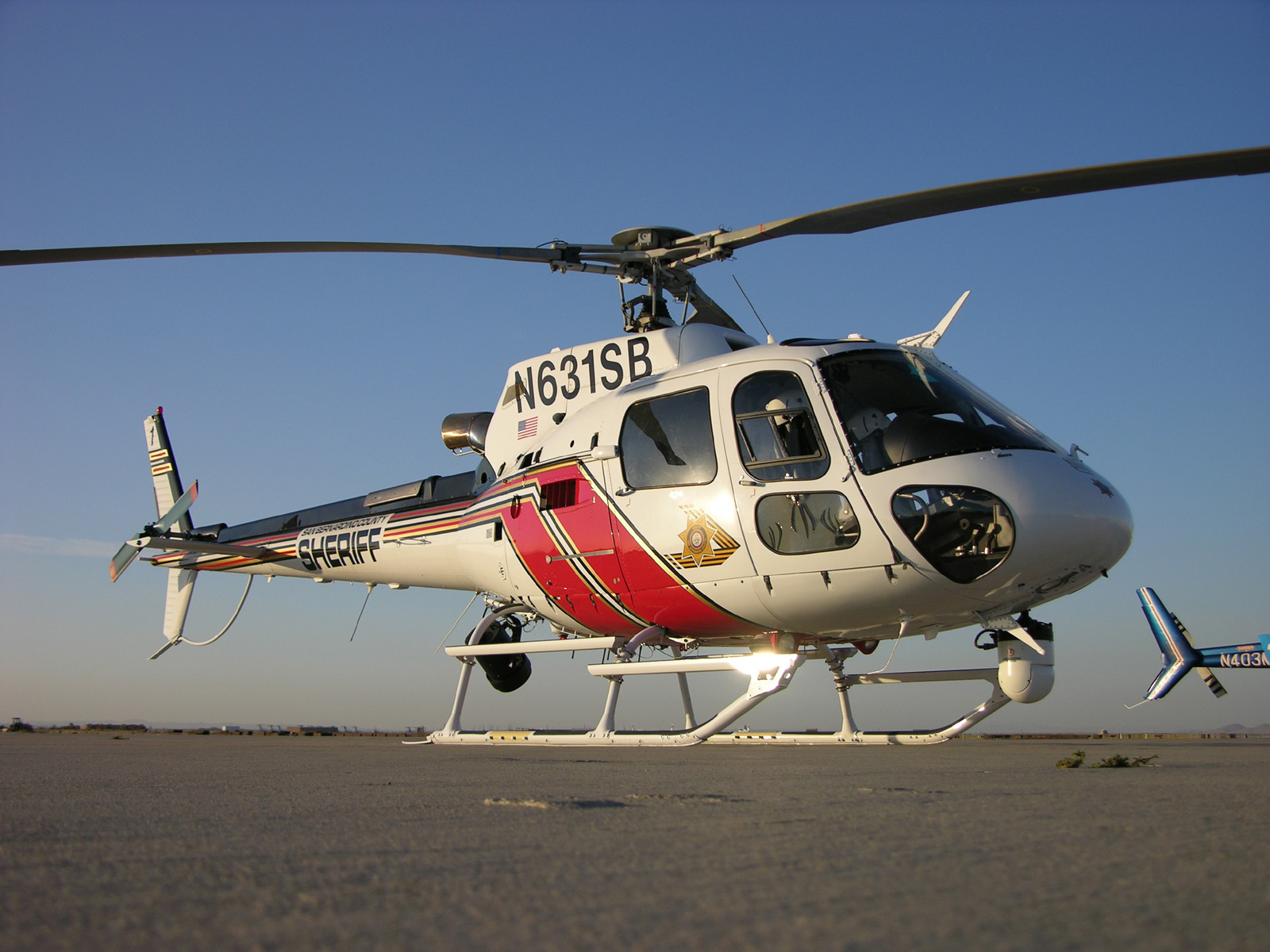
San Bernardino County Sheriff's AS350 B3

オーストリア
Flugpolizei（Ministry of Interior）AS350 B1, 2機のAS355 F2, 2機のAS355 N
 オーストラリア
ニューサウスウェールズ警察
 ボスニア・ヘルツェゴビナ
ボスニア警察
 ブラジル
ブラジル連邦警察
ブラジル軍警察

### 研究機関
日本
(JA9429、JA9963)文部科学省 国立極地研究所 - 南極観測船「しらせ」に1機を搭載して運用。実際の運用は中日本航空が行なっている。

## 仕様 (AS350 B3)
諸元
- 乗員: 1名
- 定員: 6名
- 全長: 12.94m （42.45ft）
- 全高: 3.24m （10.63ft）
- ローター直径: 10.69m （35.07ft）
- 空虚重量: 1,241kg （2,736lbs）
- 最大離陸重量: 2,250/2,570kg （4,960/5,225lbs）
- 動力: チュルボメカ アリエル2Bまたは 2B1 ターボシャフト、710kW （952shp）   × 1

性能
- 超過禁止速度: 287km/h=M0.23 （155knots, 178mph）
- 巡航速度: 259km/h=M0.21 （140knots, 161mph - 高速巡航（通常巡航時：127 knots））
- 航続距離: 657km （355nm, 408mi）
- 実用上昇限度: 5,044m （16,550ft）
- ホバリング上昇限度（IGE）: 4420m （14500ft）
- ホバリング上昇限度（OGE）: 3871m （12700ft）
- 上昇率: 10.0m/s （1,959ft/min）

- アビオニクス: 機体とエンジン多機能表示装置（VEMD）ファースト・リミット・インジケーター（FLI）を標準装備

## 登場作品

### 映画・テレビドラマ
『仮面ライダーBLACK RX』
第1話に登場。（AS350BA）
『GUN CRAZY』
第4話に登場。
『ガメラ 大怪獣空中決戦』
長崎県警察所属機としてAS 350Bが登場。ヒロインの長峰真弓などを姫神島まで輸送し、その後、姫神島から飛び立ったギャオスを追跡する。また、八洲海上保険の所有機が「ギャオス捕獲作戦」が行われる福岡ドームまで、主人公の米森良成を輸送する。さらに、福岡放送の取材ヘリが福岡ドームを破壊するガメラに接近する。
『救急戦隊ゴーゴーファイブ』
第1話に首都消防局の消防防災ヘリコプターとしてAS 350Bが登場。ゴーゴーファイブになる前で、首都消防局のヘリコプターパイロットだった当時の巽ショウが搭乗しており、火災状況を上空から確認し、現場の映像を本部へ送信する。
『ゴジラ』
東都日報の報道ヘリコプターとして登場。主人公を林田生物学研究所があるビルに空輸したほか、終盤には主人公とヒロインの元へ飛来すると彼らを収容して三原山へ向かい、2人を乗せて三原山の上空を飛行しながらゴジラの最後を見届ける。
『首都消失』
大和テレビの報道ヘリとして登場。
撮影には実機とミニチュアが使用されており、ミニチュアは以降の特撮映画にも流用されている。
『新極道の妻たち　惚れたら地獄』
『西部警察』
PART-I第10話・第45話ほかで警視庁所属機などとしてAS 350Bが登場。
撮影に使用されたのは朝日航洋の所有機であり、カラーリングはそのままで企業ロゴの上から旭日章などを貼り付けている。なお、使用されたJA9222機は、1983年2月19日に北海道での取材の帰路にて不時着事故を起こし大破している。
『ダイ・ハード4.0』
テロリストの所有機としてAS 350が2機登場。1機はジョン・マクレーンが護衛するマシュー・ファレルを襲撃するが、マクレーンにパトカーをぶつけられ撃墜される。もう1機はFBI所属機に偽装して発電所の襲撃に使用される。
『トゥルーライズ』
「真紅のジハード」の所有機として登場。クライマックスにて、主人公のハリー・タスカーが操縦するAV-8B ハリアーIIと空中戦を繰り広げるが、最後は「真紅のジハード」のリーダーであるアジズが引っかかったままのAIM-9 サイドワインダーをハリアーから撃ち込まれ、爆散する。
『バイオハザードII アポカリプス』
アンブレラ社の所有機としてAS 355が登場。傭兵部隊「U.B.C.S.」を輸送する。
『リーサル・ウェポン2/炎の約束』
駐ロサンゼルス南アフリカ外交官が2機使用し、主人公のマーティン・リッグスの自宅を強襲する。

### アニメ・漫画
『ヨルムンガンド』
レーム、ワイリ、バルメがキャビンからSR班の車両に向けて射撃する。

### テレビ番組
『ニュースショット』（長野放送）
オープニングにおいて、飛行する同社所有の機体が登場する。

### テレビＣＭ
キャンベル500
岡山県の中古車販売業者